# Венелин Пройков
Венелин Пройков е български писател, преводач, режисьор, публицист и поет.

## Биография
Роден е в София на 2 април 1960 г. Завършва ВИТИЗ (днес НАТФИЗ „Кръстъо Сарафов“) през 1983 г., специалност „кино и ТВ режисура“. Курсовата му работа „Душа човек“ печели „втора награда от работите на третокурсниците“ на единадесетите „филмови срещи на държавното киноучилище в Бабелсберг – ГДР“ . Художествен ръководител му е Людмил Стайков. По кинорежисура му преподава Иванка Гръбчева, а по телевизионна режисура – Асен Траянов. През 1986 – 1991 г. работи в Българска телевизия (днес БНТ) като режисьор и реализира над 200 различни предавания и филми, заснети предимно по видеоспособ. От 1991 г. е преводач на френска художествена литература на свободна практика. Син на преводачката от френски език Пенка Пройкова.

## Творчество

### Режисьор (1986 – 1991)
Реализира главно телевизионни новели и кратки екранизации на приказки. Екранизира произведения на автори като Анатол Франс (новела по разказа „Пютоа“, с актьора Хиндо Касимов), Марти Ларни (новелата „Огледало в стил рококо“, с Никола Анастасов и Леда Тасева), Жорж Куртьолин (преведените от Пройков едноактни пиеси „Обърнатата кола“, с Марин Янев, Мая Бабурска и Пламен Петков, и „Чисти сметки“, със Стоян Стоев и Аня Пенчева), Йордан Йовков (новела по разказа му „Песента на Солвейг“, с Мая Бабурска), Богдан Глогински (новела по разказа му „Нощни прозорци“ с Неда Колева и Константин Хаджипанзов), Карел Чапек (екранизация на приказката „Дърварят и Зулейка“ със Св. Кокаланов, М. Лесичкова и Пламен Дончев), новелата „Братът на Бай Ганю“ с Георги Новаков и др.
Заедно с режисьора Петър Пайнавелов реализира през 1988 г. рубриката „Отново повикана обич“ (за забравени български поети отпреди 1944 г.), с автор и водещ поетесата Лиляна Стефанова, като за всяко предаване известни български актьори изнасят рецитал по стихове на съответния поет.
Осъществява игрално-публицистични спектакли за видни духовни личности като журналистите Йосиф Хербст (в ролята Радко Дишлиев), Юлиус Фучик (в ролята Вихрен Алексиев) и философа Диоген (по сценарий на Любен Лолов, в ролята Досьо Досев), основателя на „Поглед (вестник)“ Димитър Найденов (в ролята Николай Узунов). По случай Деня на радиото и телевизията 7 май Пройков и сценаристката Красимира Димитрова получават ІІІ награда от Комитета за телевизия и радио „за високите идейно-художествени качества и проявено новаторство в областта на телевизионната стилистика при създаването на литературно-публицистичния спектакъл по произведения на Димитър Найденов“ „Огън трябва! Без огън не може“ .
През 1990 г. е на петмесечна специализация по видеомонтаж в Брюксел, Белгия, в INSAS (на френски: Institut National Supérieur des Arts du Spectacle et techniques de diffusion), където пише реферат за телевизионната стилистика. На 7 юни ръководи, включвайки се в предизборното студио на СДС, заснемането по многокамерен видеоспособ на едномилионния предизборен митинг на Съюза на демократичните сили. За да не може да се докаже, че митингът е едномилионен, мистериозно изчезва записът на втората свободна камера, която хваща „опашката“ на митинга. Въпреки това Пройков монтира двучасов видеофилм за това събитие. Филмът е без финални надписи, пише само „СДС 1990“. Това е и последната му изява като режисьор.
По-късно същата година по съвет на журналиста Бойко Станкушев, отговарял в Българска телевизия за предизборното студио на СДС, Пройков успява да заснеме заедно с оператора Красимир Михайлов интервю с дъщерята на Атанас Буров, Недялка Велева-Бурова (Беба) (1917 – 1991). Материалът бива монтиран (и излъчен по Българска телевизия) от режисьора Станимир Трифонов. В надписите Пройков фигурира като „задаващ въпросите“. Недялка Велева-Бурова не доживява да види излъчен заснетия с нея материал.

### Преводач
Превел е на български език произведения на френските автори Жан Кокто (пиесите „Орфей“, „Ужасните родители“, „Пишещата машина“, „Двуглавият орел“, „Адската машина“, първите четири са издадени в том на поредица „Театър“ на Държавно издателство „Народна култура“), Рьоне Госини (петнадесет албума с комиксовите приключения на Астерикс  и дванадесет сборника с детски разкази за „Малкият Никола“ , публикувани от издателство „Отечество“ в Библиотека „Смехурко“ и от „Колибри (издателство)“), Жозеф-Анри Рони-старши (фантастичният роман „Борба за огън“ и криминалната повест „Замъкът на червените вълци“), Пиер Боало и Тома Нарсьожак, или Боало-Нарсьожак (криминалните романи „Шемет“, вдъхновил филма на Алфред Хичкок, и „Вълчиците“), Робер Мизраи, (философското есе „Щастието“), Силви Вартан (автобиографичната книга „Дума по дума“), Волтер (историческият труд „Векът на Луи ХІV“), Андре Мороа („Писма до Непознатата“), както и на много други. От 2017 година превежда комиксови поредици за издателство Студио Арт Лайн.
Съвместно с майка си Пенка Пройкова превежда Малро, Камю , Сю, Февал, Турние, Льо Клезио, Фавие, Атали и Колас.

### Оригинални текстове
През 1993 г. издателско предприятие „Фар“ (негов собственик е бащата на Венелин Пройков, Йовко Пройков) издава книжка с избрани стихотворения на В. Пройков: „Отразена светлина“. Тя съдържа текста „Да бъдем различни“  на песен с музика от Борис Карадимчев.
През 1995 – 1996 г. и през 2000 г. В. Пройков пише поредица от публицистични материали в „Демокрация (вестник)“, където биват отпечатани и неговите фантастични разкази „Стената зад огледалото“, „Катерицата“ и „Последният трамвай“; друг негов фантастичен разказ е „Плътност“. 
През 2012 г. в изданието на БАН „Философски алтернативи“ е отпечатано неговото есе в две части „Нормалността. Опит за непредубеден анализ“ .